# Samuel B. Avis
Samuel Brashear Avis (* 19. Februar 1872 in Harrisonburg, Virginia; † 8. Juni 1924 in Charleston, West Virginia) war ein US-amerikanischer Politiker. Zwischen 1913 und 1915 vertrat er den dritten Wahlbezirk des Bundesstaates West Virginia im US-Repräsentantenhaus.

## Werdegang
Samuel Avis besuchte die öffentlichen Schulen seiner Heimat und danach die Staunton Military Academy in Staunton (Virginia). Nach einem Jurastudium an der Washington and Lee University in Lexington (Virginia) und seiner im Jahr 1893 erfolgten Zulassung als Rechtsanwalt begann er in Charleston (West Virginia) in seinem neuen Beruf zu arbeiten. Während des Spanisch-Amerikanischen Krieges war er zwischen 1898 und 1899 Hauptmann in einer Infanterieeinheit aus West Virginia. Zwischen dem 1. Januar 1900 und dem 31. Dezember 1912 fungierte Avis als Bezirksstaatsanwalt im Kanawha County. Im Jahr 1904 war er außerdem für wenige Monate stellvertretender Bundesstaatsanwalt für den südlichen Teil von West Virginia.
Avis war Mitglied der Republikanischen Partei und wurde 1912 als deren Kandidat im dritten Distrikt von West Virginia in das US-Repräsentantenhaus in Washington, D.C. gewählt. Dort trat er am 4. März 1913 die Nachfolge des Demokraten Adam Brown Littlepage an, den er bei der Wahl geschlagen hatte. Da er aber bereits bei den nächsten Wahlen im Jahr 1914 gegen Littlepage verlor, konnte er bis zum 3. März 1915 nur eine Legislaturperiode im Kongress absolvieren. In dieser Zeit wurde der 17. Verfassungszusatz ratifiziert, der die Direktwahl der US-Senatoren einführte.
Nach dem Ende seiner Zeit im Kongress arbeitete Avis wieder als Anwalt. Er starb am 8. Juni 1924 in Charleston durch einen Blitzschlag.